# Acroporium longirostre
Acroporium longirostre là một loài Rêu trong họ Sematophyllaceae. Loài này được (Brid.) W.R. Buck mô tả khoa học đầu tiên năm 1983.